# Viereth-Trunstadt
Viereth-Trunstadt – gmina w Niemczech, w kraju związkowym Bawaria, w rejencji Górna Frankonia, w regionie Oberfranken-West, w powiecie Bamberg. Leży około 8 km na północny zachód od Bamberga, nad Menem, przy autostradzie A70, drodze B26 i linii kolejowej Bamberg – Schweinfurt.

## Dzielnice
W skład gminy wchodzą cztery dzielnice:
- Viereth
- Trunstadt
- Weiher
- Stückbrunn

## Demografia
| Rok  | Liczba mieszk. |
| ---- | -------------- |
| 1970 | 2262           |
| 1987 | 2838           |
| 2000 | 3630           |
| 2004 | 3781           |
| 2006 | 3673           |

## Oświata
(na 1999)

W gminie znajduje się 150 miejsc przedszkolnych (ze 137 dziećmi) oraz szkoła podstawowa (15 nauczycieli, 241 uczniów).